# Philip Lowe
Philip Lowe (Leeds, 1947) is een Europees ambtenaar. Hij werd in 2010 directeur-generaal bij de Europese Commissie, Directoraat-Generaal Energie.

## Biografie
Lowe studeerde Politieke Wetenschappen, Filosofie en Economie aan de Oxford en haalde een Master of Science aan de London Business School. Na functies als kabinetschef en directeur bij de Europese Commissie (regionale ontwikkeling, landbouw, transport en administratie) werd hij Directeur-Generaal voor Ontwikkelingssamenwerking in 1997. Van 1 september 2002 tot 17 februari 2010 was hij directeur-generaal voor mededinging. Daarna ging hij het directoraat-generaal energie leiden, een afsplitsing van het voormalige directoraat-generaal voor energie en mobiliteit.

## Bron
- Biografie van Philip Lowe op de website van de Europese Commissie